# Wolfram(VI)-oxidtetrabromid
Wolfram(VI)-oxidtetrabromid ist eine anorganische chemische Verbindung des Wolframs aus der Gruppe der Oxidbromide.

## Gewinnung und Darstellung
Wolfram(VI)-oxidtetrabromid kann durch Reaktion von Wolfram(VI)-oxid mit Wolfram und Brom oder Wolfram(VI)-bromid mit gewonnen werden.
{\displaystyle \mathrm {2\ W+WO_{3}+6\ Br_{2}\longrightarrow 3\ WOBr_{4}} }
{\displaystyle \mathrm {2\ WBr_{6}+WO_{3}\longrightarrow 3\ WOBr_{4}} }
Ebenfalls möglich ist die Gewinnung durch Erhitzen von Wolfram(VI)-oxid mit Tetrabrommethan bei 440 °C oder mit Bor(III)-bromid bei 130 °C, sowie Umsetzung von Wolfram(III)-bromid mit flüssigem Schwefeldioxid.
Es entsteht auch bei der Zersetzung von Wolfram(VI)-dioxiddibromid WO2Br2 bei 200 °C.

## Eigenschaften
Wolfram(VI)-oxidtetrabromid ist ein schwarzbrauner, kristalliner, sehr feuchtigkeitsempfindlicher Feststoff, der sich augenblicklich
in Wasser zersetzt. Er ist löslich in konzentrierter Salzsäure, 1,4-Dioxan und Aceton. Er besitzt eine tetragonale Kristallstruktur isotyp mit Wolfram(VI)-oxidtetrachlorid (a = 896 pm, c = 393 pm).